# Fortune Arterial
Fortune Arterial (フォーチュン アテリアル Fōchun Ateriaru?) es una novela visual japonesa para adultos, desarrollado por August, y lanzado como una edición en versión limitada el 25 de enero de 2008, para PC bajo plataforma Microsoft Windows, en formato DVD. Una versión para PlayStation 3 del juego llamada Fortune Arterial: Akai Yakusoku fue lanzada por Kadokawa Shoten. Fortune Arterial es el sexto juego de la compañía August, precedido por otros títulos como Tsuki wa Higashi ni Hi wa Nishi ni: Operation Sanctuary, y Yoake Mae yori Ruriiro na. Un manga basado en la historia, elaborado por Akane Sasaki, fue serializada entre septiembre de 2007 y abril de 2008 en la revista Dengeki G's Magazine de  ASCII Media Works; el manga fue transferido a otra revista de ASCII Media Works, Dengeki G's Festival! Comic, en abril de 2008. Un segundo manga comenzó la serialización en noviembre del 2007 en la revista de videojuegos Comptiq de Kadokawa Shoten, ilustrada por Miki Kodama. Una adaptación al anime producida por Zexcs y Feel fue emitida en Japón entre octubre y diciembre de 2010.

## Jugabilidad
El juego requiere de una pequeña interacción del jugador, pero la mayoría del tiempo sólo se necesita leer el texto que aparece en la pantalla. El texto representa cada uno de los diálogos entre los variados personajes y los pensamientos internos del protagonista. Frecuentemente, el jugador llega a un "punto de decisión" donde debe escoger alguna de las opciones que se muestran en la pantalla, típicamente dos o tres. Durante estos momentos, el juego se pausa hasta hacer una elección, llevando la trama a una dirección específica, dependiendo de lo que el jugador haga. Hay cinco finales de la trama principal que el jugador podrá experimentar, uno por cada heroína de la historia. Para poder ver las cinco líneas de la trama en su totalidad, el jugador tendrá que repetir el juego varias veces y elegir diferentes opciones en los puntos de decisión a fin de seguir la historia en una dirección alternativa. 

## Argumento
La historia de Fortune Arterial gira en torno al protagonista masculino Kohei Hasekura, que es transferido a una escuela pública de prestigio al estilo de los institutos de Inglaterra de seis años, compuesta por estudiantes de la escuela secundaria y preparatoria. La escuela, llamada Academia Shuchikan (修智館学院 Shuchikan Gakuin?), se encuentra en una isla llamada Isla Tamatsu (珠津島 Tamatsushima?), fuera del Japón continental, y la única manera de llegar es en barco. Poco después de la transferencia, descubre que dos de los estudiantes de la Academia, Erika Sendo, y su hermano, Iori Sendo, son de hecho vampiros.

## Personajes
Kōhei Hasekura (支倉 孝平 Hasekura Kōhei?)
Seiyū: Daisuke Ono/Takeo Ōtsuka (actor de voz)
Kohei es el protagonista de la historia, y es un estudiante de quinto año. Luego de ser transferido frecuentemente de escuela, él hace su camino en Shushikan, donde se quedará por un tiempo. Mediante avanza la serie comienza a sentir algo por Erika. Este hecho está ligado a que, siendo Erika un vampiro, se sienta atraída por la sangre de su ser amado.
Erika Sendō (千堂 瑛里華 Sendō Erika?)
Seiyū: Rie Kanda
Erika también es una estudiante de quinto año, es la vicepresidenta del Consejo de estudiantes. Ella es un vampiro. Es buena tanto intelectual como físicamente, y es muy atractiva, lo que causa que sea muy popular en su escuela. Tiene una personalidad inquisitiva, y le gusta hacer las cosas directamente. Una vez que tiene su mente puesta en algo,  se pone muy agresiva, y tomará su tiempo haciendo planes para asegurarse de salirse con la suya. Su hermano mayor, Iori es el presidente del consejo estudiantil. Luego, mientras la serie va avanzando llega a sentir sentimientos por Kohei. Siente impulsos irremediables a beber de la sangre de Kohei, a lo que se niega porque quiere seguir siendo "humana" y porque odiaría convertirse en una marioneta de su madre, a quien odia.
Shiro Tōgi (東儀 白 Tōgi Shiro?)
Seiyū: Yukari Minegishi
Shiro es una estudiante de cuarto año que emite una imagen muy delicada, y es muy tímida. Ella fue introducida al consejo de estudiantes por su hermano, quien ya se encontraba en el consejo, y se decidió que Shiro sería la tesorera. Sin embargo, a menudo falta a las reuniones del consejo después de clases. Tiene un conejo como mascota al que llama Yukimaru.
Seichiro Tōgi (東儀  征一郎 Tōgi Seiichirō?)
Seiyū: Tomohiro Tsuboi
Seiichiro es también el tesorero del consejo de estudiantes, junto con su hermana Shiro. Él es muy amable con su hermana, y puede tener un complejo de hermana, lo que lo hace a veces un poco sobre-protector. Él era el presidente del club de tiro con arco japonés. 
Kiriha Kuze (紅瀬 桐葉 Kuze Kiriha?)
Seiyū: Suzune Kusunoki
Kiriha es una compañera de clases de Kohei. Casi siempre está sola, y no habla mucho, ni siquiera cuando se dirigen a ella directamente. No tiene muchos intereses, y no pertenece a ningún club. Ha sido excepcional en matemáticas desde que era joven. Sin embargo, oculta en secreto que ella es un vampiro "siervo", una clase de vampiro que al haberse convertido al beber la sangre de otro, este, irremediablemente, se convierte en su siervo y le permite beber de su sangre a su "maestro" y obedecer todas sus órdenes. El hecho es que se liga completamente a su maestro y es incapaz de vivir sin él o ella. En el cazo de Kuze, recuperó eventualmente la memoria de lo que era y comenzó a buscar al vampiro que la había convertido, que resultó ser la madre de Erika e Iori. Kuze estaba extrañada de la actitud retraída de Erika al no querer beber la sangre directamente de las personas como debía ser, y al preguntarle "¿por qué se negaba?" Erika le respondió: "No quiero ser un juguete de mi madre". Esto provocó que se descubriera que realmente la madre de Erika había estado borrando los recuerdos de Kuze a propósito, como si se tratara de un juego para ella.
Kanade Yūki (悠木 かなで Yūki Kanade?)
Seiyū: Hitomi Nabatame
Kanade es una amiga de la infancia de Kohei, y es la hermana mayor de Haruna. Ella está constantemente de buen humor, y le gusta hacer las cosas a su propio ritmo. Ella ama mucho a su hermana menor, tanto que dice que si ella hubiera nacido como un hombre de otra familia, definitivamente se hubiera casado con Haruna en algún momento. A menudo llama a su hermana "Hina". Es la residente asesora del dormitorio de la Academia. Se sentía culpable del accidente por el que su hermana perdió sus recuerdos de todo un año, y además le confesó que realmente sentía celos de ella porque a causa de su enfermedad acaparaba todo el amor y atención de su madre, pero que se acabó dando cuenta de su error y que realmente la quería.
Haruna Yūki (悠木 陽菜 Yūki Haruna?)
Seiyū: Hiroko Taguchi
Haruna es una compañera de clases de Kohei, y también es una amiga de infancia de este. Ella tiene una personalidad alegre, y le hace feliz ayudar a otros. Cuando era pequeña sufrió un accidente que la dejó sin ningún recuerdo de Kohei Hasekura. El hecho fue que también olvidó sus recuerdos de Erika, la cual fue su amiga durante el mismo tiempo. El día del accidente, un camión estuvo a punto de atropellarla, pero Erika usó sus poderes de vampiro para salvarla, y al verla de esa forma Haruna, Erika tuvo que borrarle sus recuerdos. 
Iori Sendō (千堂 伊織 Sendō Iori?)
Iori es el hermano mayor de Erika, está en sexto año y es el presidente del consejo estudiantil. Él es un vampiro. En un momento de la serie, este dijo que un vampiro solo deseaba beber la sangre de la persona que le importaba. Puesto que ya tiene muchos años, estuvo en el instituto cuando era joven, lo que da a entender que shizuko conoce el secreto de Sendo también. En ocasiones se puede ver como la actitud despreocupada, jovial y bromista de Sendo lo hace aparentar como alguien cargado de buenas intención, lo cierto es que en ciertos momentos provoca cosas para que su hermana empiece a comportarse como un auténtico vampiro, así que trata por todos los medios que esta convierta a Kohei en su siervo.

## Contenido de la obra

### Novela visual
August anunció primero la producción de una nueva novela visual en el Comiket 71, y el 21 de febrero de 2007 se hizo el anuncio público de Fortune Arterial en su página oficial. El juego fue introducido por primera vez al público japonés en una versión de edición limitada el 25 de enero de 2008, como un DVD reproducible en un ordenador con Microsoft Windows, siguiéndole la edición regular en el 29 de febrero de 2008. Otra versión con portabilidad para PlayStation 3 titulada Fortune Arterial: Akai Yakusoku fue planeando ser lanzada por Kadokawa Shoten y contará con un carácter original femenino llamada Miya Togi, la cual fue cancelada antes de su lanzamiento.

### Manga
La adaptación al manga, bajo el título Fortune Arterial Character´s Prelude, fue serializado en Dengeki G's Magazine de  ASCII Media Works, entre septiembre de 2007 y abril de 2008, ilustrado por Akane Sasaki. El manga fue transferido a Dengeki G's Festival! Comic, una versión especial de Dengeki G's Magazine, comenzó con el segundo volumen puesto a la venta el 26 de abril de 2008. El primer volumen encuadernado fue publicado el 2 de junio de 2008, como un impreso de Degenki Comics. Un segundo manga, llamado simplemente Fortune Arterial, comenzó su serialización en noviembre del 2007 en la revista de juegos Comptiq de Kadokawa Shoten, ilustrado por Miki Kodama. El primer volumen para el segundo manga fue publicado el 26 de julio, como un impreso de Kadokawa Comics Ace de Kadokawa Shoten; el tercer volumen fue publicado el 25 de octubre de 2009. Un episodio en formato OVA se incluirá con el sexto volumen de Fortune Arterial. Enterbrain publicó en su revista Magi-Cu diez volúmenes de una antología del manga, llamada 4-koma Fortune Arterial, publicado entre el 25 de abril de 2008 y el 25 de febrero de 2010. Ichijinsha publicó tres volúmenes de otra antología titulada Fortune Arterial Comic Anthology entre el 25 de junio y el 2 de octubre de 2008.

### Libros ypublicaciones
Harvest publicó una serie de seis novelas ligeras eróticas, cada una enfocada en una heroína diferente, entre el 10 de junio de 2008 y el 1 de enero de 2009. Runa Okada escribió las novelas y el artista original del juego Bekkankō proporcionó las ilustraciones. Antes de la publicación del juego, Enterbrain publicó un libro de fanes el 21 de noviembre de 2007, titulado Tech Gain Super Prelude: Fortune Arterial, que contenía información sobre el desarrollo del juego y datos sobre éste. ASCII Media Works publicó otro libro de fanes el 20 de junio de 2008, titulado Fortune Arterial Perfect Visual Book.

### Dramas de audio
Marine Entertainment publicó una serie de cinco CD drama titulados Fortune Arterial: Through the Season en el 15 de agosto y 28 de diciembre de 2008. Cada una de las cubiertas de los CD tiene a una de las heroínas y presenta el elenco de voces del mimo juego. Un programa de radio por Internet titulado August Broadcasting Office: Shuchikan Academy Student Council Business Trip tuvo una pre-emisión el 13 de agosto de 2009, y comenzó su emisión regular bisemanal el 10 de septiembre de 2009. El programa es producido por Marine Entertainment y organizado por Junichi Suwabe y  Rie Kanda, los actores de voz de Iori y Erika Sendo. El primer volumen de una compilación de CD contenía las primeras seis emisiones que fueron publicadas el 29 de diciembre de 2009 por Marine Entertainment.

### Anime
Una adaptación a serie de TV anime titulada Fortune Arterial: Akai Yakusoku (FORTUNE ARTERIAL 赤い約束 , lit. Fortuna Arterial: Promesa Roja?) producida por Zexcs y Feel y dirigida por Munenori Nawa fue emitida en TV Tokyo entre el 8 de octubre y el 24 de diciembre de 2010, en Japón. El tema de apertura es "Kizunairo" (絆-kizunairo-色 Color de Lazos?) por Lia, y el tema de cierre es "I Miss You" por Veil. Una OVA fue lanzada el 25 de febrero de 2011, titulada Tadoritsuita Basho (たどり着いた場所 , lit. El lugar Donde Terminé?)

### Música
El tema de apertura para la novela visual es Tobira Hiraite, Futari Mirai e (扉ひらいて、ふたり未来へ "Abrir la Puerta, a Nuestro Futuro?) interpretado por Mizuho Saito. Una canción insertada en el texto es Akai Yakusoku (赤い約束 Promesa Roja?) interpretada por Veil. Un maxisencillo contiene el tema de apertura y la canción insertada, y fue publicado el 25 de enero de 2008. Un image song para el juego, It's My Precious Time!, también es interpretado por Mizuho Saito, y un solo contiene el image song publicado el 25 de octubre de 2007. August lanzó la banda sonora original del juego el 30 de mayo de 2008. Otro álbum character song titulado Fortune Arterial Feeling Assort fue publicado por Geneon Entertainment el 14 de agosto de 2009. Shot Music lanzó un álbum de remix,  Fortune Arterial -Omnibus Edit- P-O-P, con remixes de la música de fondo del juego y temas de canciones el 29 de enero de 2010.